# Joseph Chaudron
 (avril 2023).
Si vous disposez d'ouvrages ou d'articles de référence ou si vous connaissez des sites web de qualité traitant du thème abordé ici, merci de compléter l'article en donnant les références utiles à sa vérifiabilité et en les liant à la section « Notes et références ».
Joseph Chaudron (Gosselies, le 29 septembre 1822 - Auderghem, 16 janvier 1905) est un homme politique belge.

## Biographie
Joseph Chaudron était ingénieur des mines et administrait des charbonnages dans la région de Mons. Il vint se fixer à Auderghem à l'âge de 60 ans et, en 1884, il faisait déjà partie du conseil communal. Deux ans plus tard, il succéda au fauteuil de maïeur à Jean-Baptiste Merjay comme 4e bourgmestre d'Auderghem. La commune comptait alors quelque 2700 habitants. Il fut bourgmestre jusqu'en 1896.
Une rue fut baptisée en son nom.

## Fonctions politiques
- 1884-1886 : conseiller communal à Auderghem
- 1886-1896 : Bourgmestre d'Auderghem